# Большое Гридино
Большое Гридино — деревня в муниципальном округе Егорьевск Московской области России.

## География
Деревня расположенна в северо-восточной части муниципального округа Егорьевск в 32 километрах от города Егорьевск. Высота над уровнем моря 125 метров.

## История
Деревня впервые упоминается во Владимирских писцовых книгах 1646 года при описании Шатурской волости. В переписной Владимирской книге 1678 года сказано: д. Гридино числится за Семеном Михайловым сыном Каменским. 8 ней «двор Ивана Лаврентьева. У него двоюродный брат Мартын Микитиц У Мартына сын Семен 5 лет. Да за Родионом Семеновым в той же деревни за Александром Ивановым сыном Каменским двор Потапа Андреева. Да за князем Василием Ивиным сыном Голыгина в той же деревне двор Ивана Иванова а у него сын Иван 8 лет. Да двор Тимофей Фомин, у него сын Иван 10 лет» Всего, как видим, стояло 6 крестьянских дворов.
В 1994—2004 годах Большое Гридино — центр Большегридинского сельского округа.
До 2015 года входила в состав сельского поселения Саввинского.
В 2015 году вошла в состав городского округа Егорьевск, образованного в том же году путем упразднения Егорьевского района и объединения всех его поселений в единый городской округ.

## Демография
Население — 718 человек (2010).
| 1859 | 1868 | 1885  | 1905  | 1926  | 2002 | 2006 |
| ---- | ---- | ----- | ----- | ----- | ---- | ---- |
| 669  | ↗774 | ↗1025 | ↗1302 | ↗1509 | ↘659 | ↗673 |
| 2010 |      |       |       |       |      |      |
| ↗718 |      |       |       |       |      |      |

## Инфраструктура
Территория Большого Гридино разделена на 4 улицы. Также от жителей можно слышать понятие «новая деревня», обозначающее часть деревни, построенной относительно недавно. В деревне расположен Дом культуры, библиотека, мед. пункт, два магазина, почта, узел связи, пилорама, церковь Николая Чудотворца.. Также в 100 метрах от деревни находится кладбище. Когда-то на его месте существовала деревня Пырково.

## Фотографии
- Фотографии
- Вышки в Большом Гридино
- Большегридинское почтовое отделение
- Торговый центр "Калинка"
- ТЦ "Чайка"
- Дом культуры
- Таблчика на выезде из деревни
- Подстанция

## Транспорт
В Большое Гридино можно добраться на автобусе № 36 Егорьевск — Пожинская.